# Stanisław Ścieszka
Stanisław Franciszek Ścieszka (ur. 25 października 1943 w Krakowie, zm. 16 listopada 2020) – polski specjalista w zakresie górnictwa i geologii inżynierskiej, budowy i eksploatacji maszyn, prof. dr hab. inż.

## Życiorys
Absolwent studiów magisterskich na Politechnice Śląskiej, w 1972 obronił pracę doktorską, w 1977 uzyskał stopień doktora habilitowanego. 12 lipca 1999 nadano mu tytuł profesora w zakresie nauk technicznych. Był zatrudniony na stanowisku profesora zwyczajnego w Instytucie Mechanizacji Górnictwa na Wydziale Górnictwa i Geologii Politechniki Śląskiej.

## Odznaczenia
- 2000:  Złoty Krzyż Zasługi[3]
- 2000: Odznaka Zasłużony dla Politechniki Śląskiej[1]
- 2002:  Medal Komisji Edukacji Narodowej[1]
- 2004: Odznaka Zasłużony dla Górnictwa RP[1]